# Dirty Sweet
Dirty Sweet — debiutancki minialbum australijskiej grupy rockowej Jet wydany 6 maja 2003 roku. Utwory znajdujące się na minialbumie, zostały również wydane na pierwszym studyjnym albumie zespołu, Get Born.

## Lista utworów
1. "Take It or Leave It"
2. "Cold Hard Bitch"
3. "Move On"
4. "Rollover D.J."